# Bazilika Valère
Bazilika Valère, francouzsky Basilique de Valère, či též Hrad Valère, francouzsky Château de Valère, oficiálním jménem Notre-Dame de Valère (které se ovšem příliš nepoužívá, aby kostel nebyl zaměňován s druhým sionským chrámem, jenž rovněž nese název Notre-Dame), je opevněný kostel ve švýcarském městě Sion, v kantonu Valais, asi 50 km jihovýchodně od Montreux. Ční na 120 metrů vysoké vyvýšenině nad městem, kde se původně nacházela pevnost z římských časů. Zde zprvu sídlila diecéze sionská, nejstarší diecéze ve Švýcarsku, jejíž kořeny sahají až do 4. století. Později se biskup usadil ve druhém sionském chrámu - Katedrála Notre-Dame-Sion (du Glarier).
Nejstarší románské části současné katedrály Valère byly vystavěny v letech 1100 až 1130. Další fáze výstavby, v letech 1235 až 1267, byla již gotická. Ta formovala zvláště vnitřní prostory, vnějškově si stavba zachovala románský ráz a patří k nejvýznamnějším románským památkám ve Švýcarsku. Ceněná je výzdoba chrámu, již tvoří fresky a vyřezávané dřevěné ornamenty z 15. století. Ještě slavnější jsou však místní varhany, nejstarší stále hrající varhany na světě, pocházející z konce 14. nebo počátku 15. století. Právě díky nim se v Sionu každoročně pořádá varhanický hudební festival. Kostel je katolický.

## Galerie

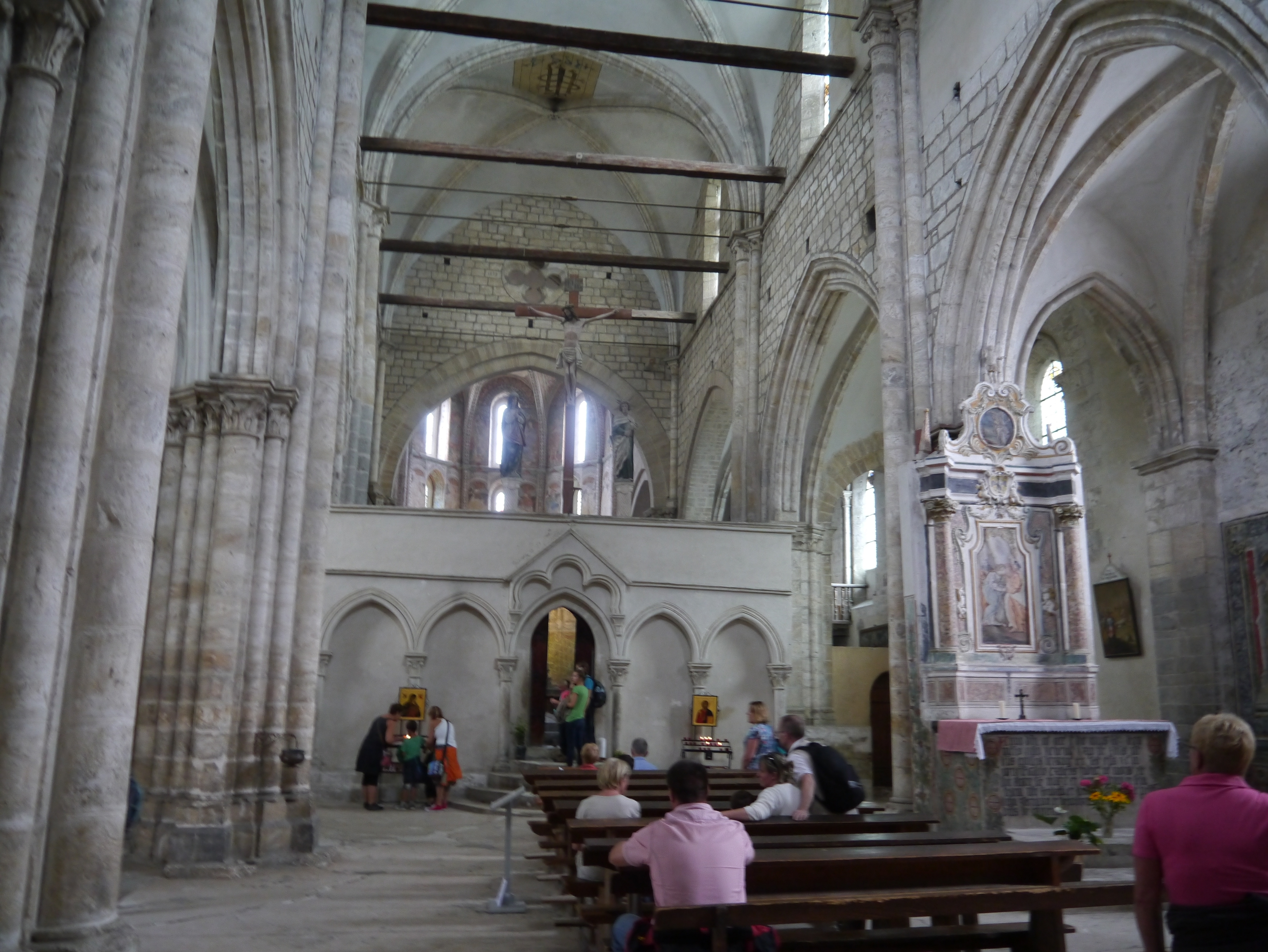
Bazilika Valere,
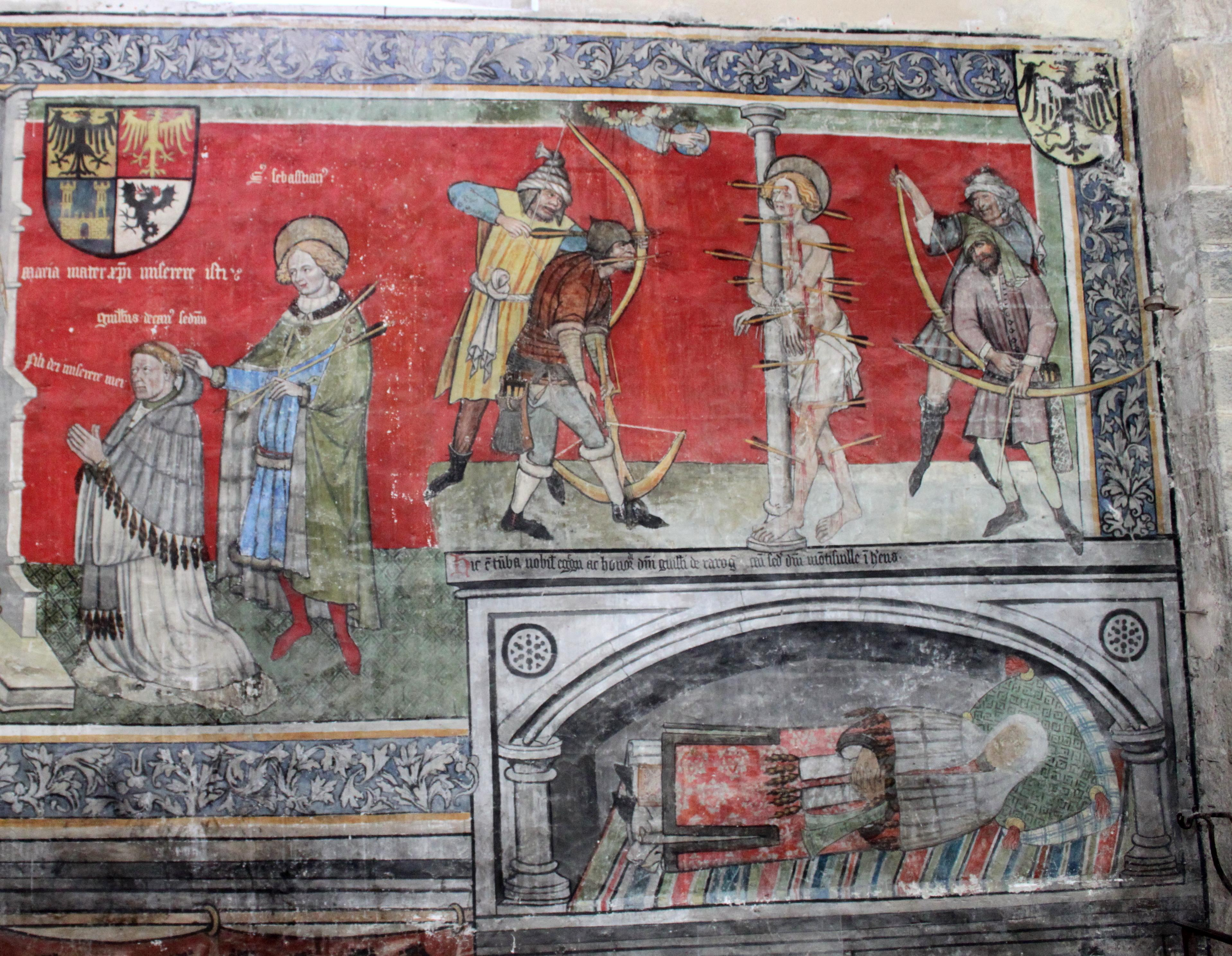
Bazilika Valere, fresky
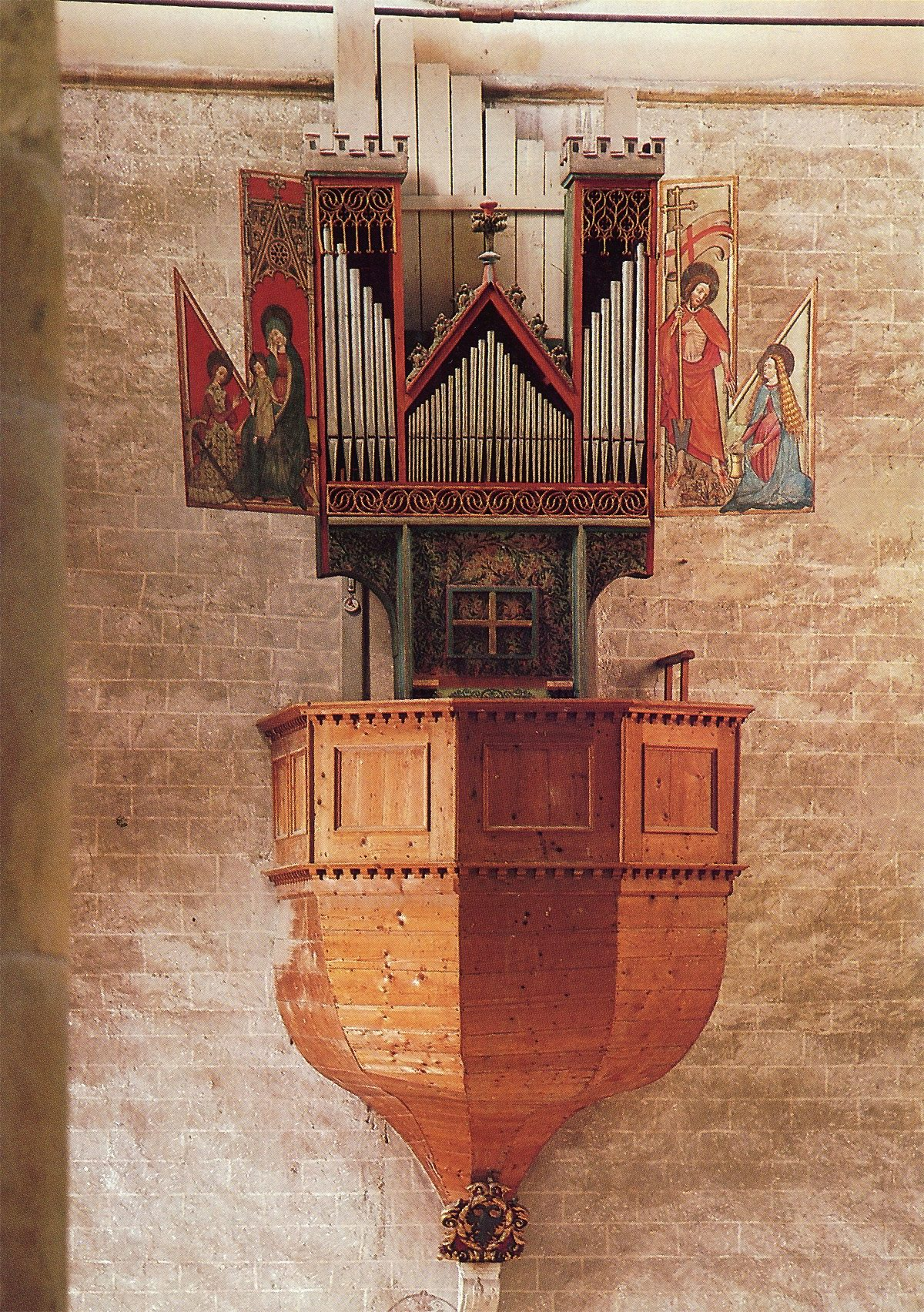
Bazilika Valere, varhany